# Arbeitsgemeinschaft katholischer Verbände Österreichs
Die Arbeitsgemeinschaft katholischer Verbände Österreichs (AKV) ist der Zusammenschluss von zurzeit 21 katholischen Verbänden in der Republik Österreich.
Die Vereine/Verbände sind an sich autonom und haben sich zu ihrer gemeinsamen Vertretung 1954 in einer Arbeitsgemeinschaft zusammengeschlossen, die ihnen vor allem in der Öffentlichkeit, in der Politik mehr Gewicht verleihen soll.
Die AKV versteht sich als Arbeitsgemeinschaft und nicht als ein Dachverband. Gemäß ihrer Satzung hat die AKV keine Befugnis, in die Angelegenheiten ihrer Mitgliedsverbände oder gar deren Verbindungen einzugreifen, geschweige denn, verbindliche Beschlüsse zu fassen.
Präsident der AKV ist seit Ende 2020 Matthias Tschirf.

## Ziele
Ziel ist es, die gesellschaftliche Entwicklung zu beobachten und namens der in ihr zusammengeschlossenen katholischen Laien Stellungnahmen abzugeben. Die AKV bildet die Kurie 2 des Katholischen Laienrates Österreichs.

## Mitglieder
- Akademischer Bund Katholisch-Österreichischer Landsmannschaften (KÖL)
- Cartellverband der katholischen österreichischen Studentenverbindungen (ÖCV) – Altherrenschaft
- Cartellverband der katholischen österreichischen Studentenverbindungen (ÖCV) – Studentenverband
- Christliche Lehrerschaft Österreichs (CLÖ)
- Hauptverband katholischer Elternvereine (HkE)
- Hoffnung hinter Gittern
- Kartellverband katholischer nichtfarbentragender akademischer Vereinigungen Österreichs (ÖKV)
- Katholische Medienakademie (KMA)
- Klemensgemeinde
- Mittelschüler-Kartell-Verband der katholischen farbentragenden Studentenkorporationen Österreichs (MKV)
- Mittelschüler-Kartell-Verband der katholischen farbentragenden Studentenkorporationen Österreichs (MKV) – Altherrenbund
- Österreichische Gesellschaft für christliche Kunst (ÖGCK)
- Österreichische Turn- und Sportunion (UNION)
- Österreichischer Bauorden (ÖBO)
- Kolping Österreich
- Reichsbund – Bewegung für christliche Gesellschaftspolitik und Sport (RB)
- St. Michaels-Bund (SMB)
- Verband der katholischen Schriftsteller Österreichs (VKSÖ)
- Vereinigung christlicher farbentragender Studentinnen Österreichs (VCS)
- Verband farbentragender Mädchen (VfM)
- Vereinigung christlicher Lehrerinnen und Lehrer an höheren und mittleren Schulen Österreichs (VCL)

## Opilio-Rossi-Medaille
Seit 1985 vergibt die AKV in einem jährlichen Turnus die Kardinal Opilio-Rossi-Medaille für Verdienste um das katholische Laienapostolat.